# Kaoru Ishikawa
Kaoru Ishikawa (Tòquio, 1915-1989) és un doctor enginyer japonès que es va especialitzar en la gestió, control i millora de la qualitat als serveis i processos productius. Una gran part de l'actual qualitat total està basada en les seves teories publicades a Què és la qualitat total? el 1985. És qui va promocionar més, primer al Japó i després a la resta del món, les anomenades set eines d'Ishikawa per a la millora de la qualitat.

## Premis, honors i reconeixements
- 1972: Gualardó American Society for Quality's Eugene L. Grant
- 1977: Medalla amb galó blau, atorgada pel govern japonès per la seva tasca a l'estandardització industrial
- 1988: Medalla Walter A. Shewhart
- 1988: És nomenat cavaller de Classe II de l'Orde del Tresor Sagrat